# Ярун
Ярун (Ярон) — тысяцкий в городе Перемышле Галицкого княжества, упоминаемый в этом качестве в 1215/1219 году в связи со вторжением венгро-польского войска во главе с венгерским королевичем Коломаном и краковским князем Лешко Белым. В 1216 году руководил удачной обороной одного из городов удельного Торопецкого княжества Ржева от владимирских войск во главе со Святославом Всеволодовичем и удачным столкновением со сторожевым полком под руководством Ярослава Всеволодовича перед Липицкой битвой. В качестве воеводы галицкого князя Мстислава Мстиславича Удатного командовал половецкими войсками ханов Котяна Сутоевича и Бастыя в битве на Калке в 1223 году.